# Horisme wanquana
Horisme wanquana är en fjärilsart som beskrevs av Yang 1978. Horisme wanquana ingår i släktet Horisme och familjen mätare. Inga underarter finns listade i Catalogue of Life.